# Lijst van beschermd erfgoed in Trois-Ponts
Onderstaande tabel geeft een overzicht van de beschermde erfgoederen in de gemeente Trois-Ponts. Het beschermd erfgoed maakt deel uit van het cultureel erfgoed in België.
| Object                                                                                                  | Bouwjaar/architect | Deelgemeente | Adres               | Coördinaten                   | Nummer?                | Afbeelding |
| --- | ------------------ | ------------ | ------------------- | ----------------------------- | ---------------------- | ---------- |
| Boerderij                                                                                               |                    |              | Haute-Bodeux n° 152 | 50° 21' 35" NB, 5° 48' 16" OL | 63086-CLT-0002-01 Info |            |
| Ensemble gevormd door de stroom van "Noir Rû" en zijn omgeving en oprichting van een beschermingsgebied |                    |              |                     | 50° 21' 2" NB, 5° 59' 47" OL  | 63086-CLT-0004-01 Info |            |